# Aurora von Qvanten
Aurora Magdalena von Qvanten, född Örnberg den 12 september 1816 i Piteå, död 30 mars 1907 i Stockholm, var en svensk författare, översättare och konstnär. Hon använde pseudonymen Turdus Merula.

## Biografi
Hennes föräldrar var borgmästaren och assessorn Carl Jakob Örnberg (1779–1848) och Helena Catharina Degerman (1785–1848). År 1857 gifte hon sig med bibliotekarien och författaren Emil von Qvanten (1827–1903).   
Hon gav bland annat ut annat romanerna Rosa Arntson (1868), Musikerns dotter (1881) och En roman på landsbygden (1882) samt gjorde sig känd även som flitig översättare. Som översättare gjorde hon bland annat En fredag för Dramaten (från franska) 1850, uppförd fyra gånger, och Peter den store och hans son (från franska) 1850–1851, uppförd på samma ställe, också fyra gånger.  
Vid sidan av sitt skrivande var hon verksam som konstnär och medverkade i utställningar arrangerade av Föreningen Svenska Konstnärinnor bland annat med ett porträtt av Jenny Lind som visades i föreningens utställning på Konstakademien 1911. 

### För barn och ungdom
- När och fjerran : roande berättelse för brn från nio till fjorton års ålder. Stockholm: Huldberg. 1856. Libris 11325729 Fulltext: Umeå universitetsbibliotek
- Smått och godt: berättelser för barn, från 9 till 14 års ålder. Stockholm: Huldbergs bokhandel. 1856. Libris 10023918

### Översättningar
- Ponsard, François (1864). Horatius och Lydia: komedi i en akt. Stockholm: Huldberg. Libris 10111202 François Ponsard
- Gray Nick: Capitola: skildring från lifvet i Amerika (Huldberg, 1865)
- Evans, Mary Ann (1867). En kärlekshistoria af George Eliot [pseud.] ... Öfversättning från engelskan af Turdus Merula [pseud.]. Stockholm, på L. J. Hjertas förlag, 1867.. Stockholm: Hjerta. Libris 8411947
- Spökhistorier vid julbrasan (Huldberg, 1868)
- Ernest Legouvé: Qvinnans historia (Histoire morale des femmes) (Hierta, 1867)
- Legouvé, Ernest (1869). Det nittonde århundradets fäder och söner. 1, Den första ungdomen. Stockholm: L. J. Hierta. Libris 1937831
- Tusen och en natt: med flera hundra i texten intryckta illustr.. Stockholm. 1875. Libris 877562
- Om vården af utseendet. Stockholm: M. Sahlström. 1877. Libris 1601722 (anmärkningar af grefvinnan D. D., från urtexten för första gången fullständigt återgifven på tyska av Gustav Weil, svensk öfversättning av Turdus Merula, fyra volymer)
- Octave Feuillet: Filips flammor (Bonnier, 1877)
- Ouida: Mott och mal: nutidsskildring (Adolf Bonnier, 1885)